# Орнаментальна гравюра 16 століття

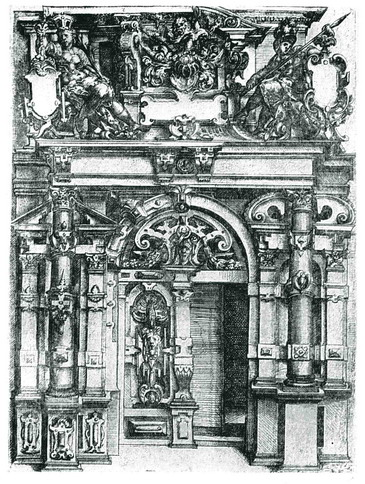
Вендлінг Грапп «Портал в стилі маньєризму», 1598 р.

Орнамента́льна гравю́ра 16 столі́ття — важлива теоретична і практична галузь графічного мистецтва, що мала помітний вплив на декор архтектурних споруд, меблів, парадної зброї, фонтанів, ювелірних виробів, посуду тощо. Була наново відкрита і використана в стилістиці неоренесансу в 19 ст.

## Історія виникнення

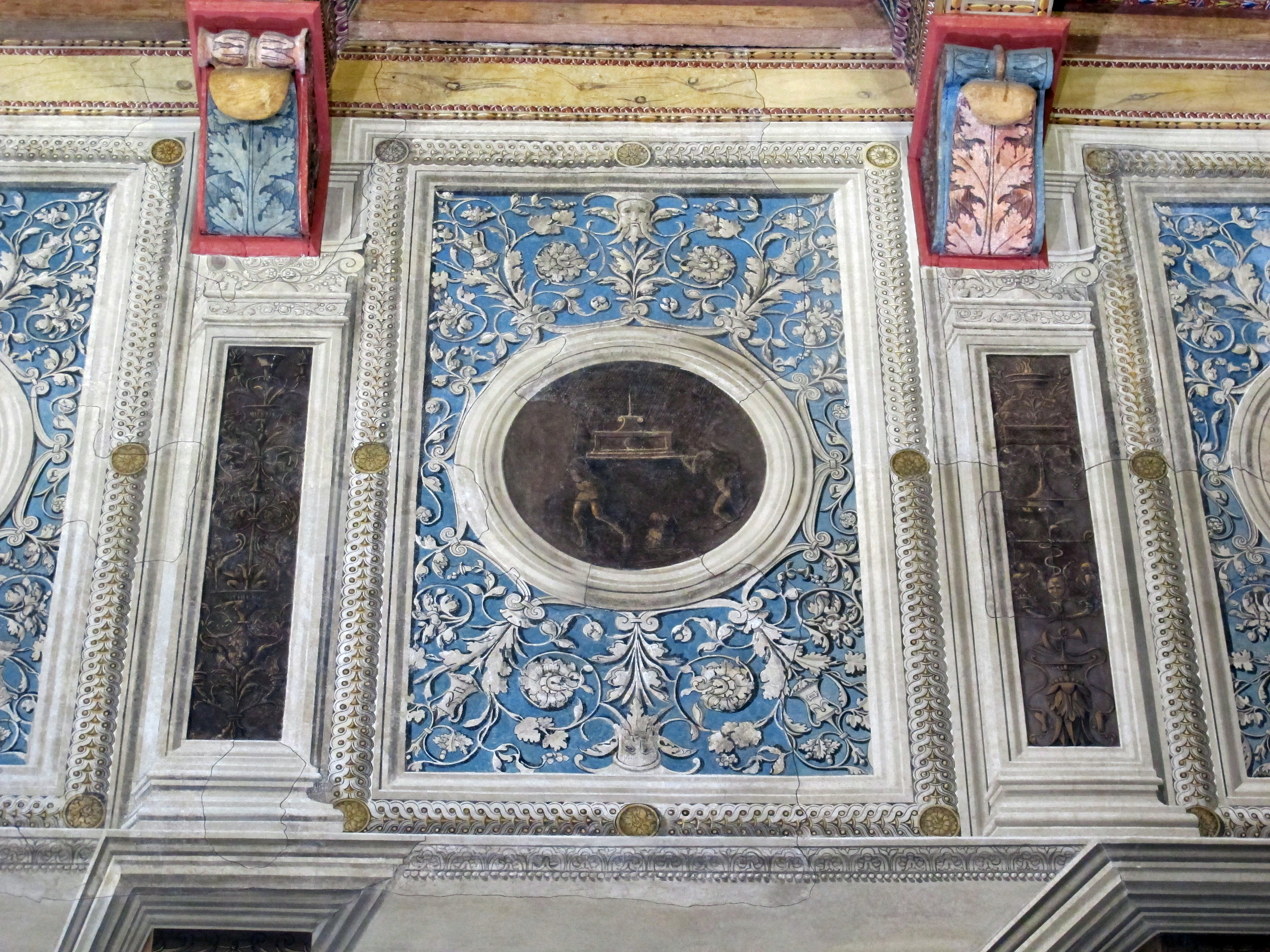
Рим. Палаццо делла Ровере або Палаццо деї Пенітенциері, декор зали орнаментами.

Декоративні оздоби і орнаменти на речах побуту виникають задовго до 16 ст. Вони відомі з епохи неоліту.
Декоративна гравюра виникає в країнах Західної Європи у 15 ст., перш за все у Німеччині та у Італії, але ці витоки різнилися. В Німеччині здавна існувала традиція ставити знак володаря на різні речі. Часто це був герб шляхетного володаря, котрим здавна опікувалися художники-геральдики і котрий прикрашався плетивом чи рослинними орнаментами.
Надзвичайний поштовх для мистецтва орнаментальної гравюри у Італії мало відкриття 1480 року в Римі залишків палацу імператора Нерона (так званого «Золотого дому»). Залишки були знайдені під час хижацьких розкопок. Вони давно пішли під землю і були засипані будівельним сміттям і ґрунтами з доби середньовіччя. Італійці називали ці розкопані приміщення гротами. Гроти дивним чином зберегли склепіння та залишки тиньку на стінах, майстерно розписані давньоримськими орнаментами. На хвилі моди на все давньоримське і поклонінні античному мистецтву художники Риму як зачаровані копіювали орнаменти " Золотого дому ", що отримали назву гротески (орнаменти з гротів). Гротески швидко переходять з малюнків на гравюри, мають поширення у художніх колах, розповсюджуються, мають практичне використання у ремісників, художників і архітекторів. Вже наприкінці 15 ст. гротеск переводять у статус орнаментального ідеалу, бажаний зразок престижу і причетності до античного мистецтва. Помітне розповсюдження отримав так званий канделябр, вертикальний візерунок, увішаний різними цяцьками, намистинами та фантастичними істотами.

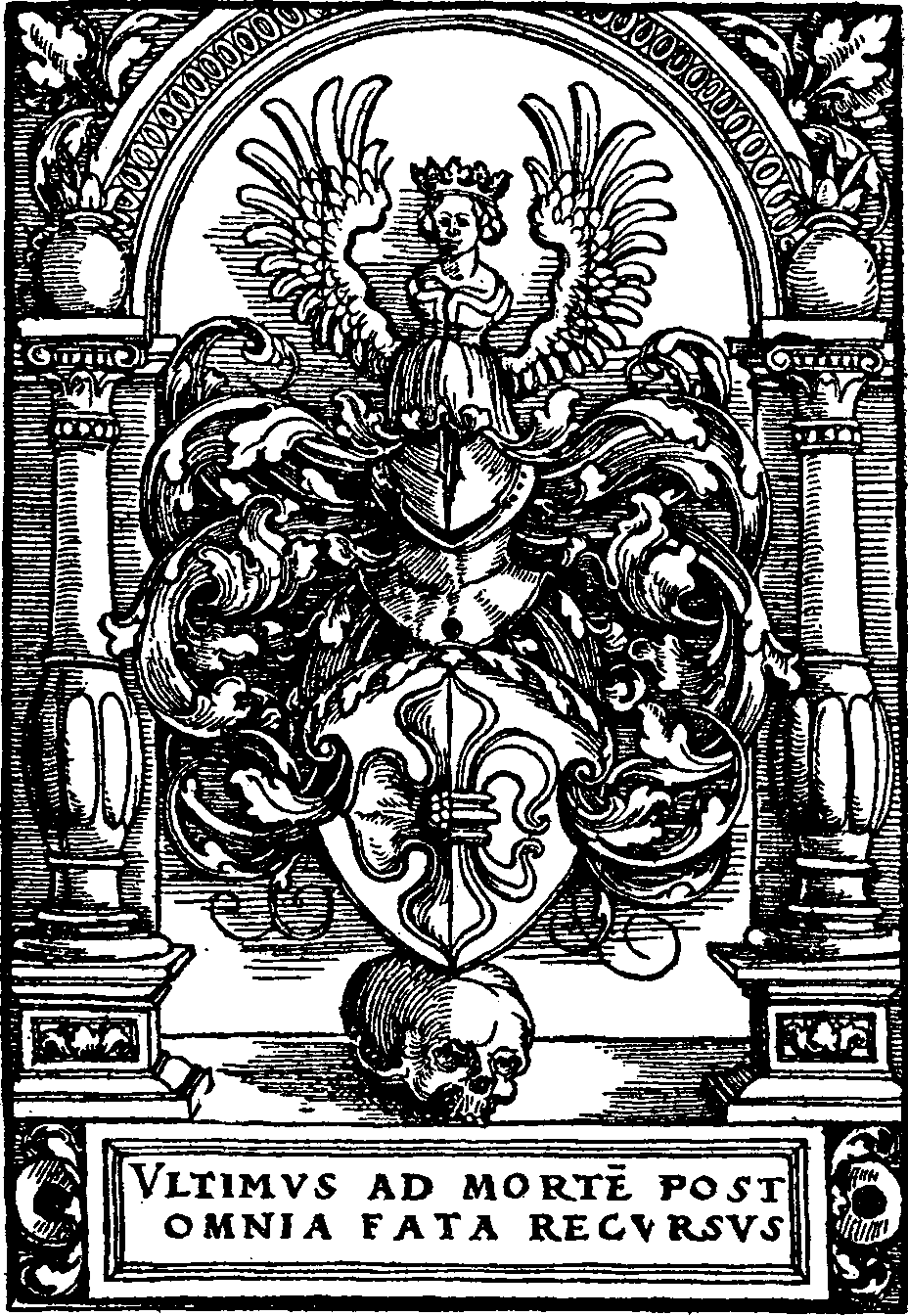
Альбрехт Дюрер. Гербовий екслібрис з рослинним візерунком 1515 року. Відродження
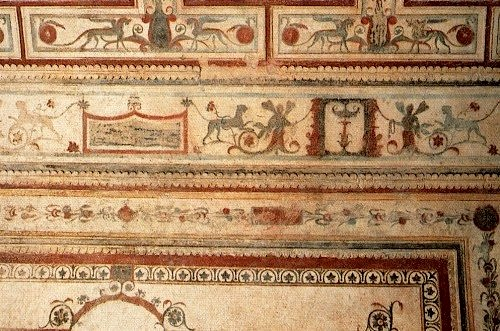
Випадково збережені орнаменти Золотого будинку імператора Нерона, гротески
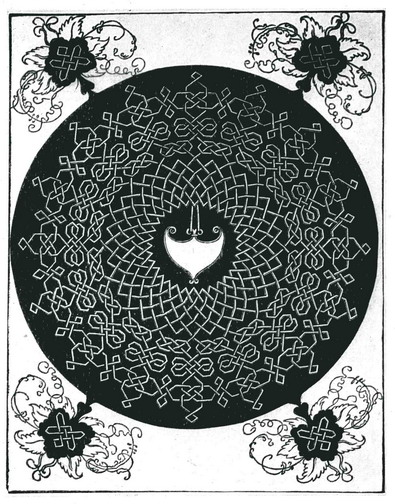
Альбрехт Дюрер. Плетиво з білим щитом у центрі, до 1507 р. Створено за мотивами малюнку Леонардо да Вінчі.
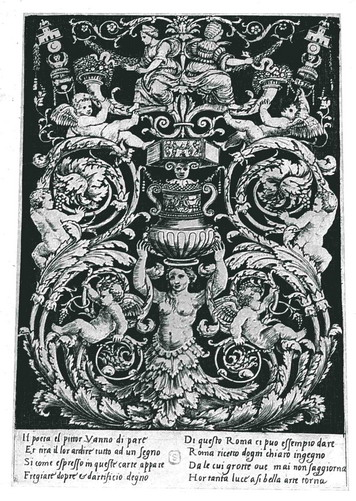
Майстер au de, зразок гротеску 1532 р.

## Ставлення до гротесків

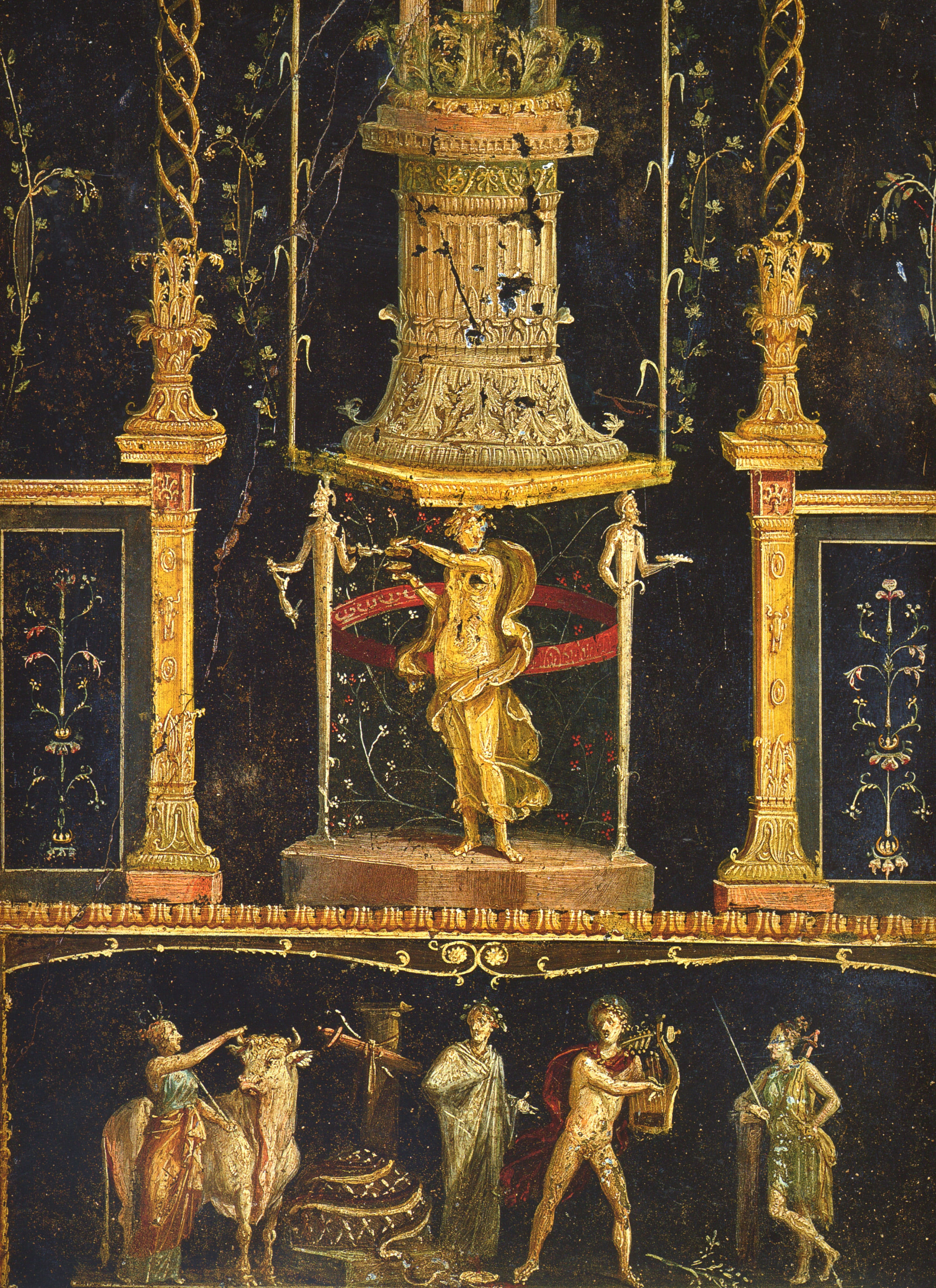
Помпеї. Будинок Веттія, гротески у триклінії. 1 століття н. е.

Ставлення до гротесків завжди було різним — від захоплення до роздратування і обвинувачень у неправдивості. До нас дійшли роздратовані відгуки давньоримського теоретика архітектури Вітрувія, котрий чимало стикався з гротесками та захоплення ними. Вітрувій ще у 1 столітті нашої ери записав : 
| Нічого подібного нема, не може бути і не було. Як це, насправді, можна тростині утримувати дах або свічнику — орнаменти фронтону, або стеблині, тонкій та нетривкій, утримувати скульптуру ? Як із коріння та стеблин може замість квітів вирости подвійна скульптура ? Тим не менше люди, побачивши цю фальш, не лаються, а наслоджуються нею і не звертають уваги, чи логічно, реалістично хоч щось із цього чи ні [3] |.
Прихильників натуральності і логіки і надалі будуть бентежити художні примхи, нелогічність і фантазійність гротесків. Але гору узяли якраз прихильники нелогічності і фантазійності гротесків. Нелогічні гротеки прийшли у живопис Перуджино, Андреа Мантеньї, Доменіко Беккафумі, Рафаеля Санті. Гротесками прикрасили низку палаців у Римі і стінописи у самому Ватикані. І спротив прихильників натуральності і логіки переломили.
Діячи відродження не тільки відроджували античні взірці та ідеї. Художники і гравери Італії швидко перейшли від копіювання античних взірців до створення власних варіантів, потім зрівнялись у майстерності з давньоримськими майстрами-декораторами і згодом — перевищили їх.
Тепер вже італійські гротески 15 — 16 століття стають зразками для художників Франції, Фландрії, німецьких князівств, королівських дворів в Угорщині, Польщі.
Джорджо Вазарі, сам автор елегантних і вишуканих орнаментів і гротесків, в середині 16 століття, вже наполягає : 
| Цього роду гротески ми бачили і бачимо у багатьох творах, зроблених сучасними майстрами з величезною віртуознісью і красою, що прикрасили найкращі споруди по всій Італії, набагато перевершивши давніх римлян[4] |.
Дійсно, вільна і фантазійна побудова гротеску зробила його гнучким у використанні і придатним прикрасити пілястр у картині, в палаці чи в соборі, стулку меблів, поверхню майолікового посуду, парадну зброю, картинну раму.

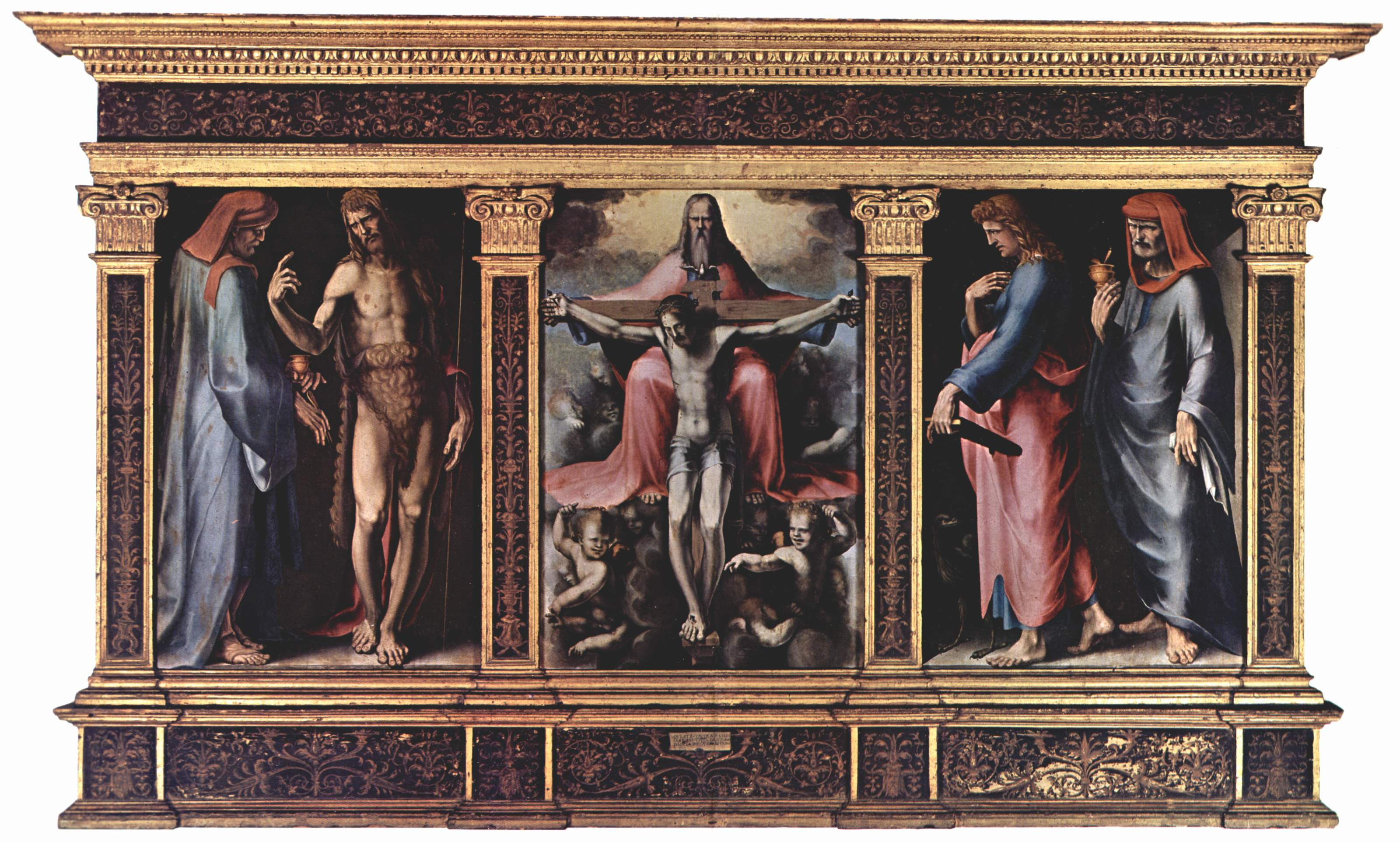
Доменіко Беккафумі, «Свята Трійця», триптих, 1513 р. Національна Пінакотека, Сієна. Частини триптиха поділені пілястрами з гротеками-канделябрами.

## Орнаментальна гравюра доби маньєризму і предбароко

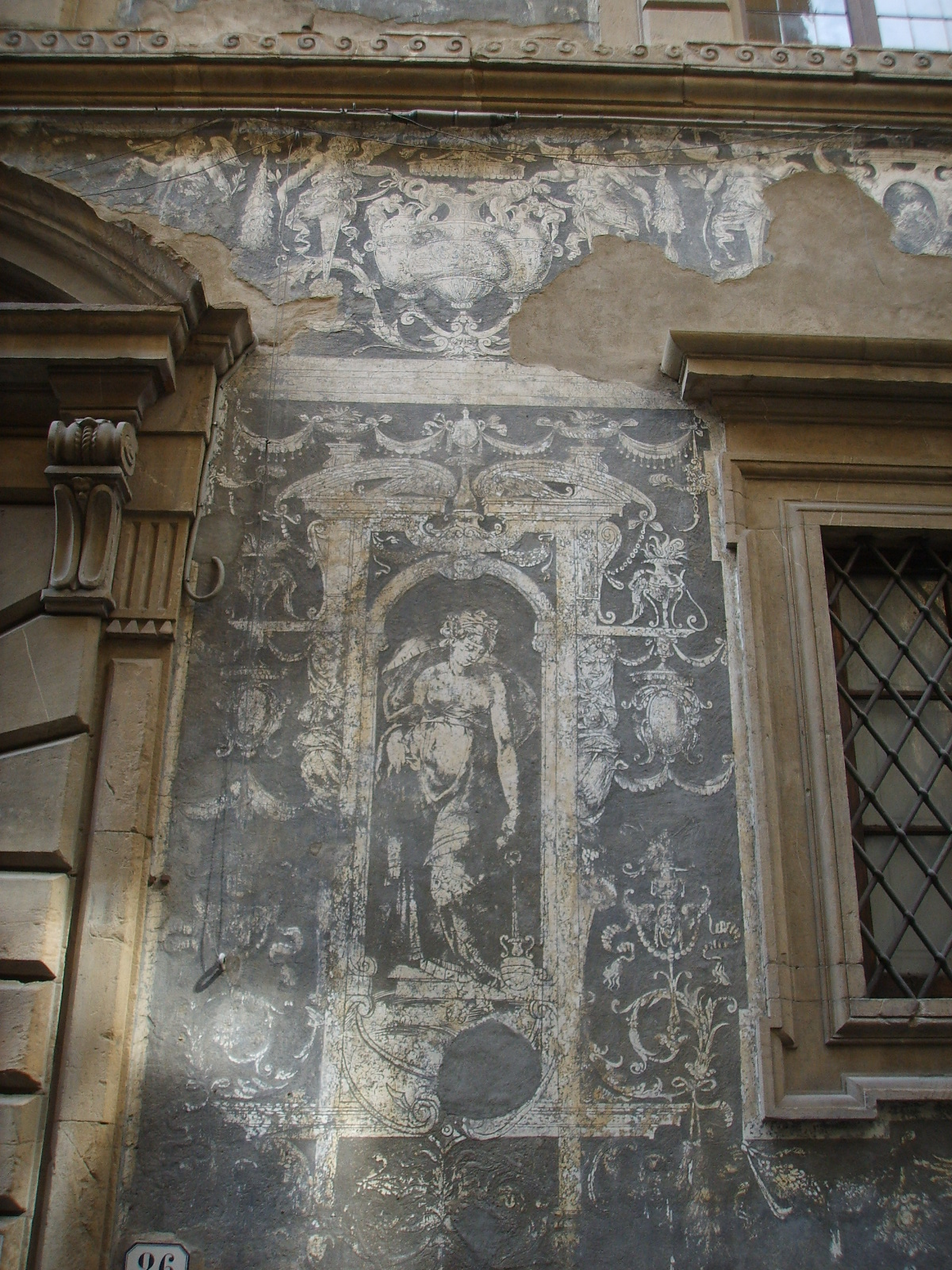
Джорджо Вазарі. Гротески на фасаді палаццо Рамірес.

Якщо Відродження віддало перевагу симетричним, гармонійним орнаментам античності, маньєризм зробив свої акценти. Майстри орнаменту доби маньєризму дали перевагу орнаментам таратологічним. Цей орнамент, вирішений у вигляді примхливо переплетених зооморфних і рослинних мотивів із зображенням казкових драконів, химер, фантастично поєднаних мотивів фауни і флори, введений в художню практику саме маньєристами. Химерні маски вразили вже Мікеланджело. І той використав обличчя потвор в паркетах Бібліотеки Лауренциана, в орнаментальних оздобах каплиці Медичі у Флоренції. Страшну, химерну маску з порожнинами замість очей Мікеланджело розмістив і поряд з уславленою скульптурою «Ніч» в каплиці Медічі у Флоренції.
Віртуозні зразки вишуканого орнаменту доби маньєризму дав Джорджо Вазарі в грізайлях. Майстри маньєризму охоче розробляли орнаменти в своїх фресках (Парміджаніно, хори церкви Санта Марія делла Стекката), в малюнках і гравюрах, що розійшлися Європою від Франції до Польщі. Орнаменти маньєризму використовували для оздоб фонтанів, колон, архітектурних споруд. Відомим зразком орнаменту маньєризму в архітектурі став фронтон Бернардинського костелу у Львові, Україна.

## Головні представники
- Леонардо да Вінчі (1452—1519)
- Альбрехт Дюрер (1471—1528)

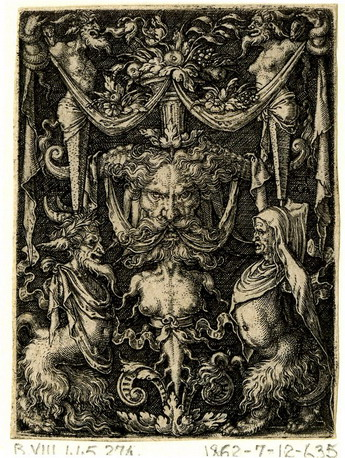
Генріх Альдегревер. Зразок орнаментальної гравюри середини 16 ст.

- Ніколетто да Модена (бл. 1480 — ?)
- Майстер au de (перша третина 16 ст.)
- Енеа Віко (бл. 1520—1563)
- Агостіно деі Музі (бл. 1490—1536)
- Вендлінг Грапп (1550—1599)
- Бехам Ганс Себальд (1500—1550)
- Генріх Альдегревер (1502 — до 1561)
- Бартель Бехам (1502—1540)
- Вергілій Сліс (1514—1562)
- Альбрехт Альтдорфер (1480? — 1538)
- Даніель Міньо (кінець 16 ст.)
- Петер Флетнер (бл. 1485—1546)
- Даніель Хопфер (1470—1536)
- Матіас Цюндт (1498? — 1572)
- Крістоф Ямнітцер (1563—1618)

## Галерея гравюр

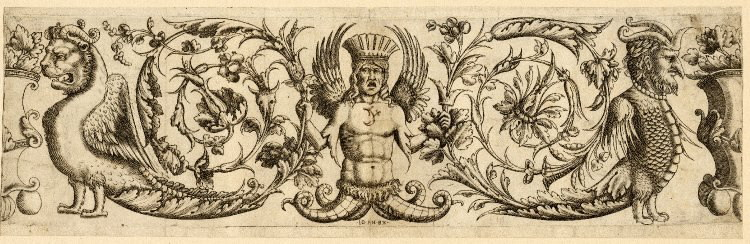
Зразок фантазійного тератологічного орнамента.

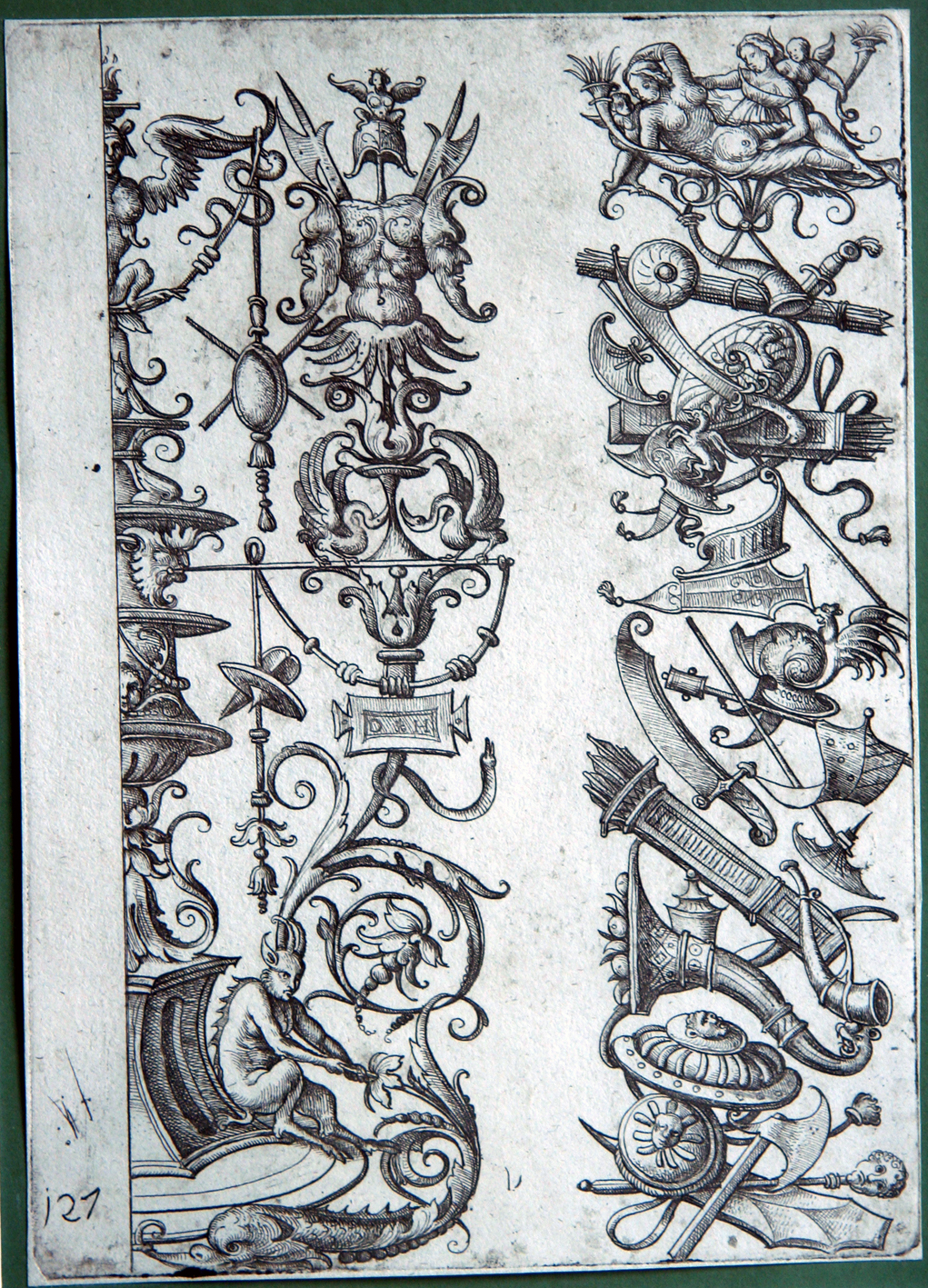
Даніель Хопфер (1470—1536). Два зразки орнаменту з військовою зброєю.

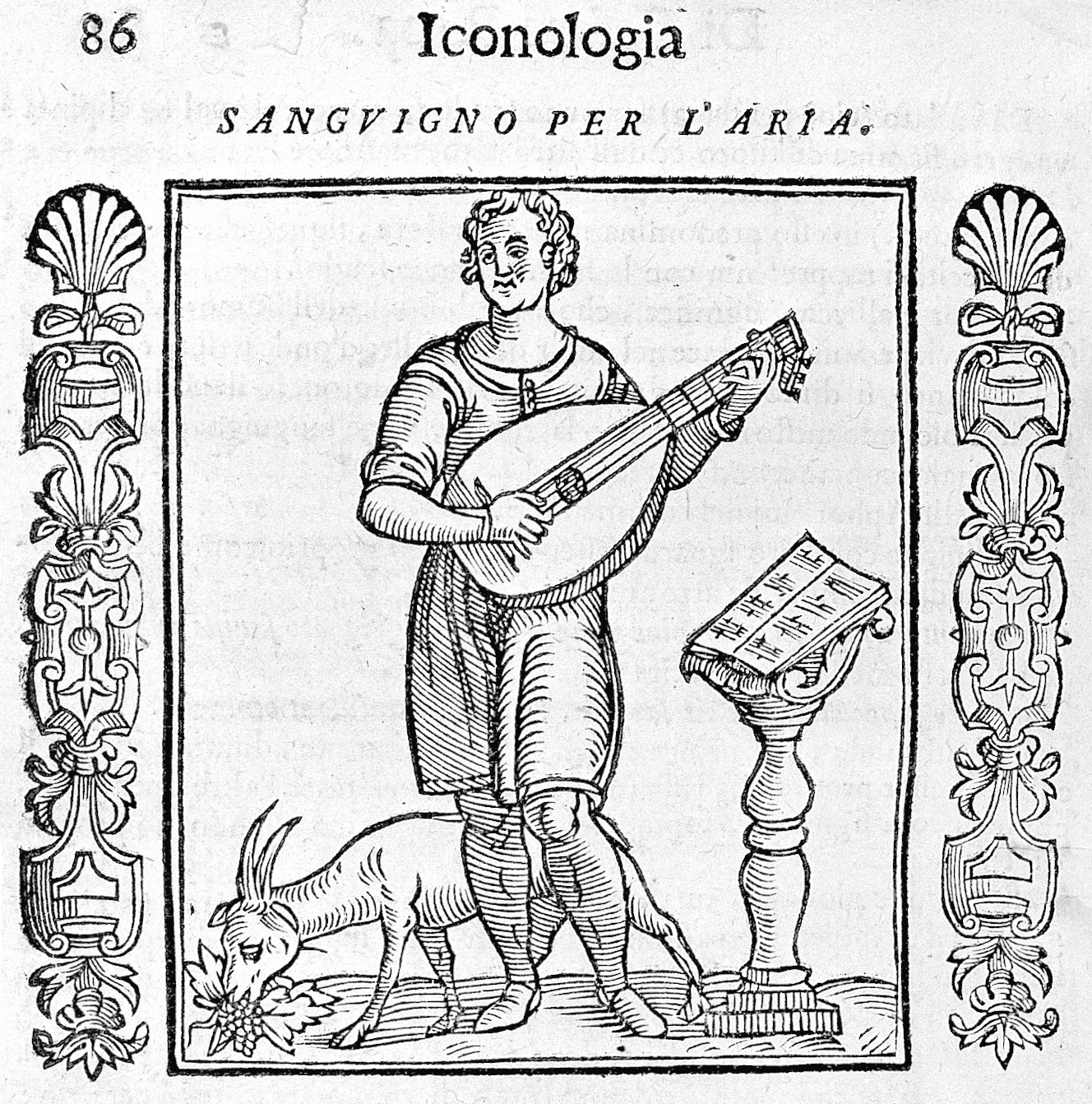
Зразок титульної сторінки доби відродження, дереворит.
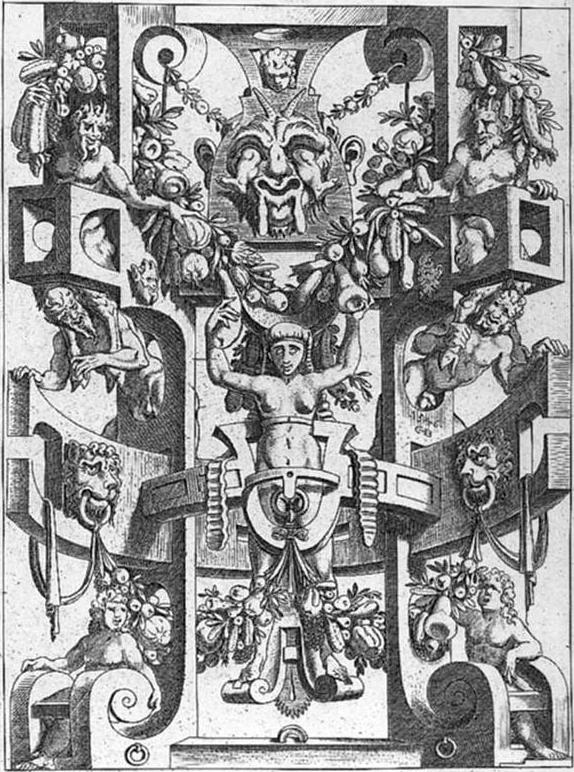
Корнеліс Бос. Орнамент доби маньєризму, 1546 р., Державний музей, Амстердам
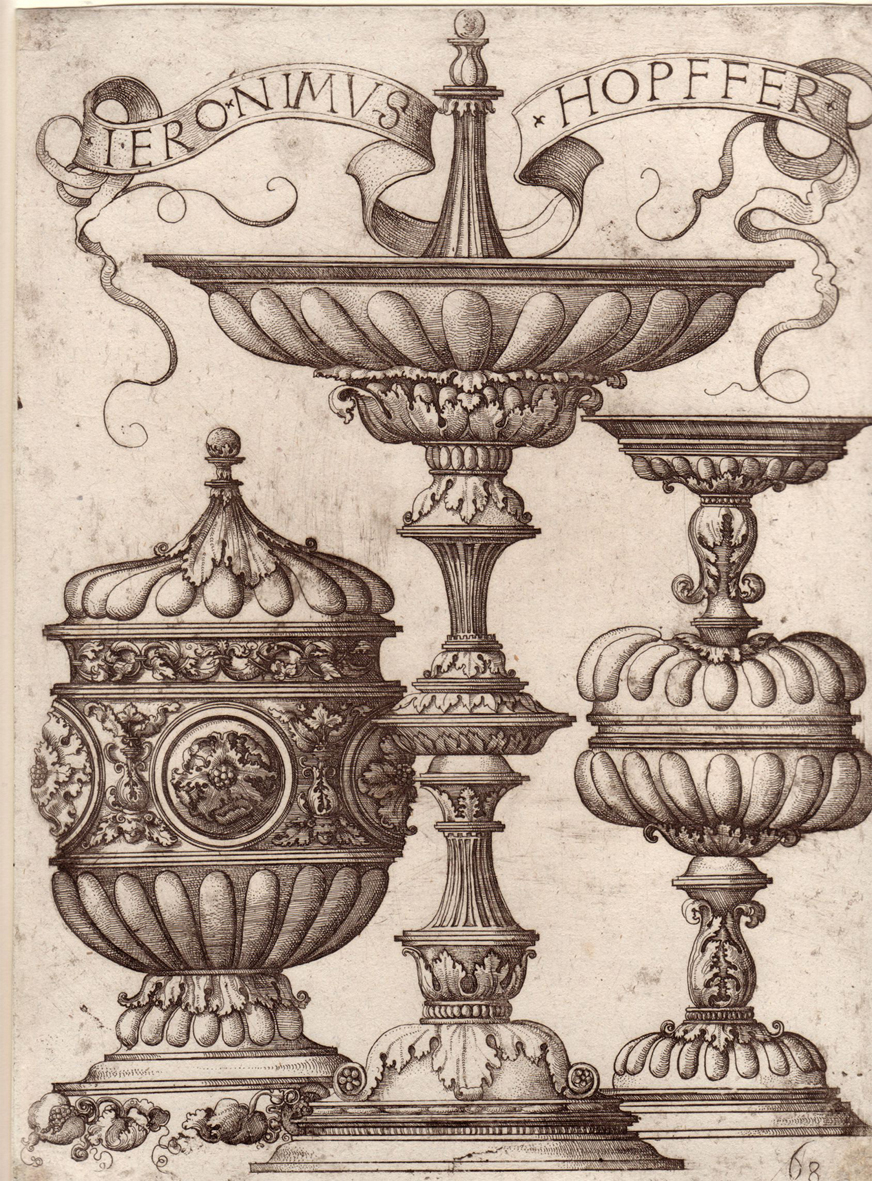
Ієронім Гопфер (1500—1563). Дизайн декору для трьох металевих келихів, перша третина 16 ст.
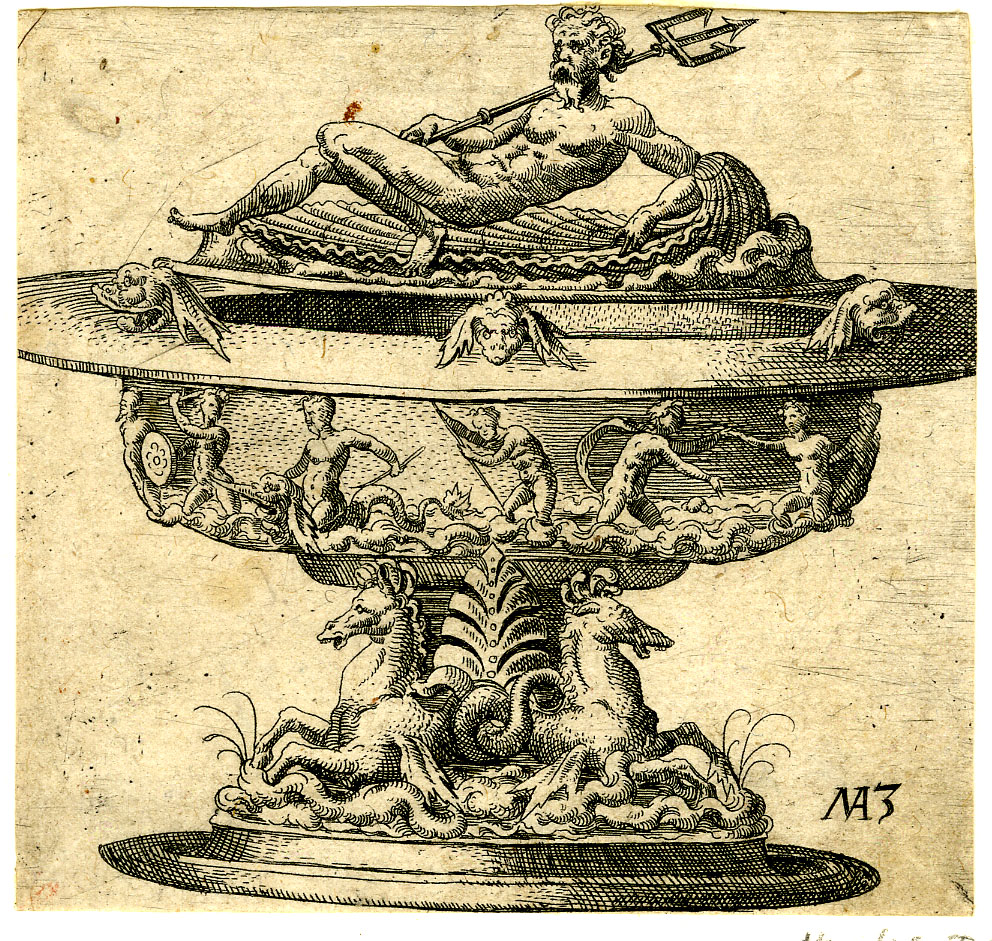
Матіас Зюндт (Matthias Zündt   1540-1572). Дизайн келиха з Нептуном. 16 ст.
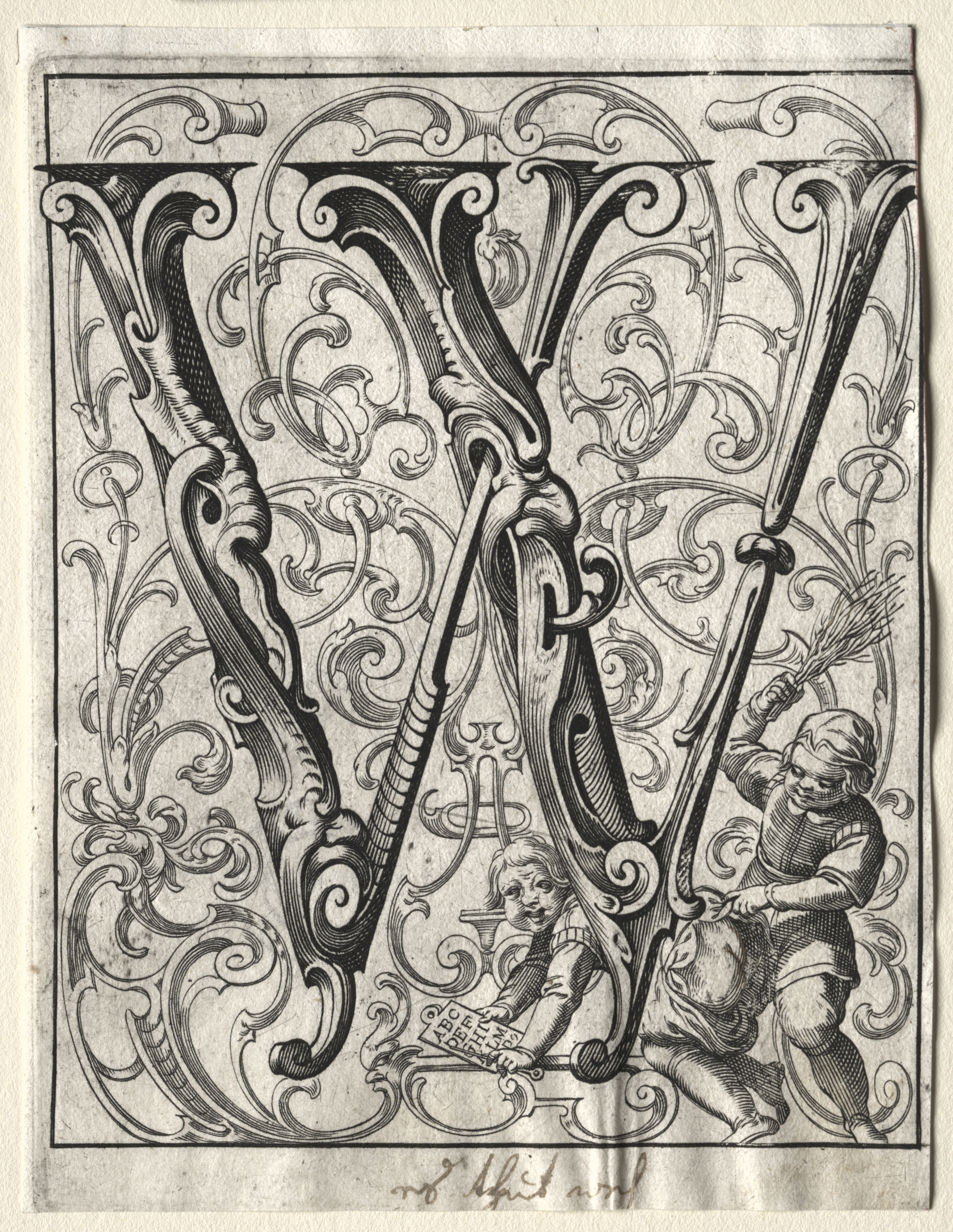
Дизайн літери W з орнаментом на тлі.
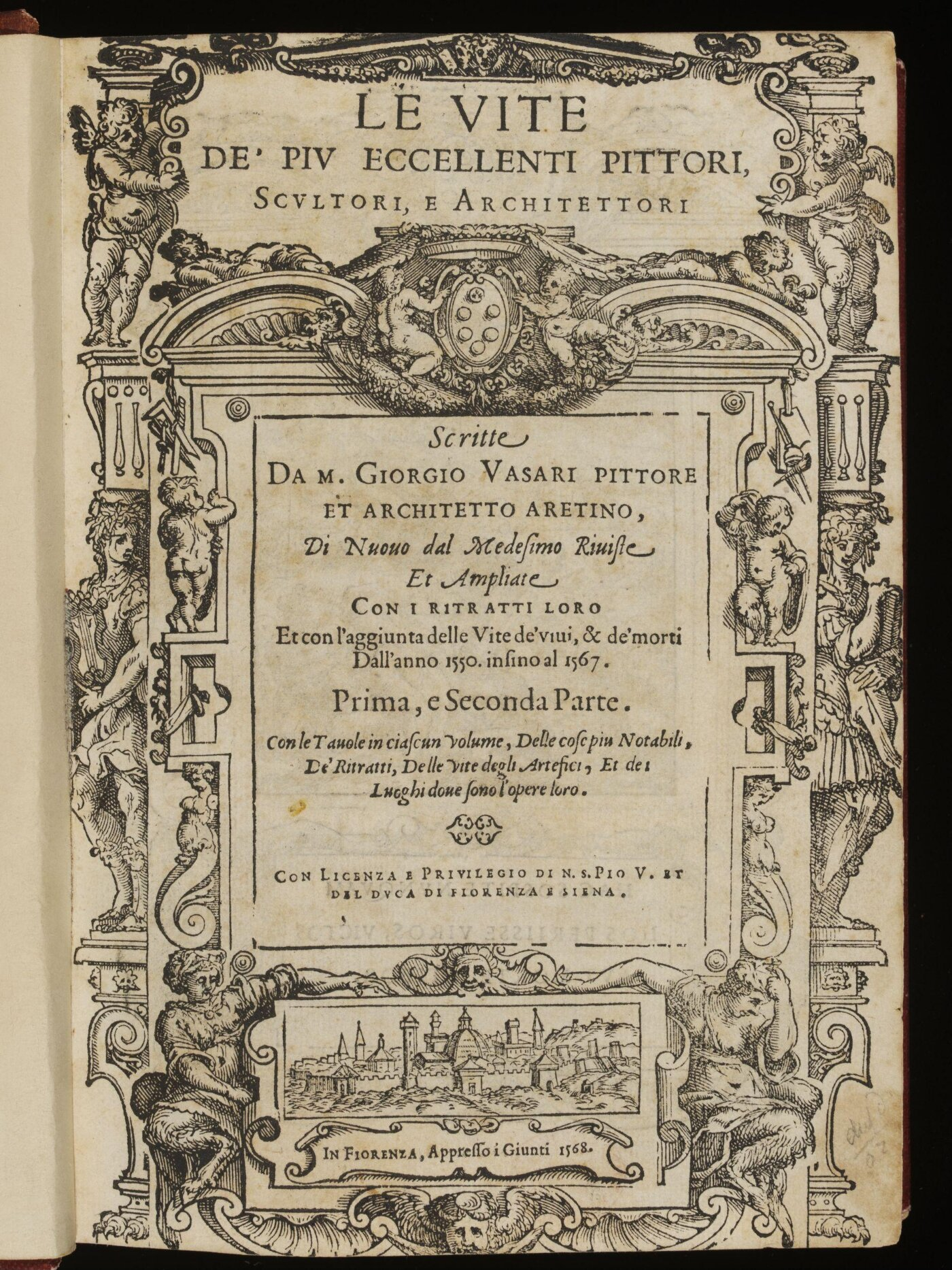
Титульна сторінка першого видання «Життєписів» Джорджо Вазарі, бл. 1550 р.
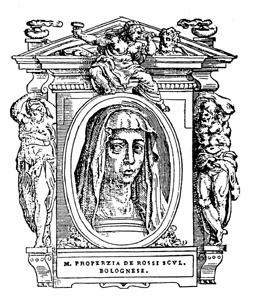
Умовний і недостовірний портрет Проперції де Россі в книзі Вазарі в стилі пізнього відродження.
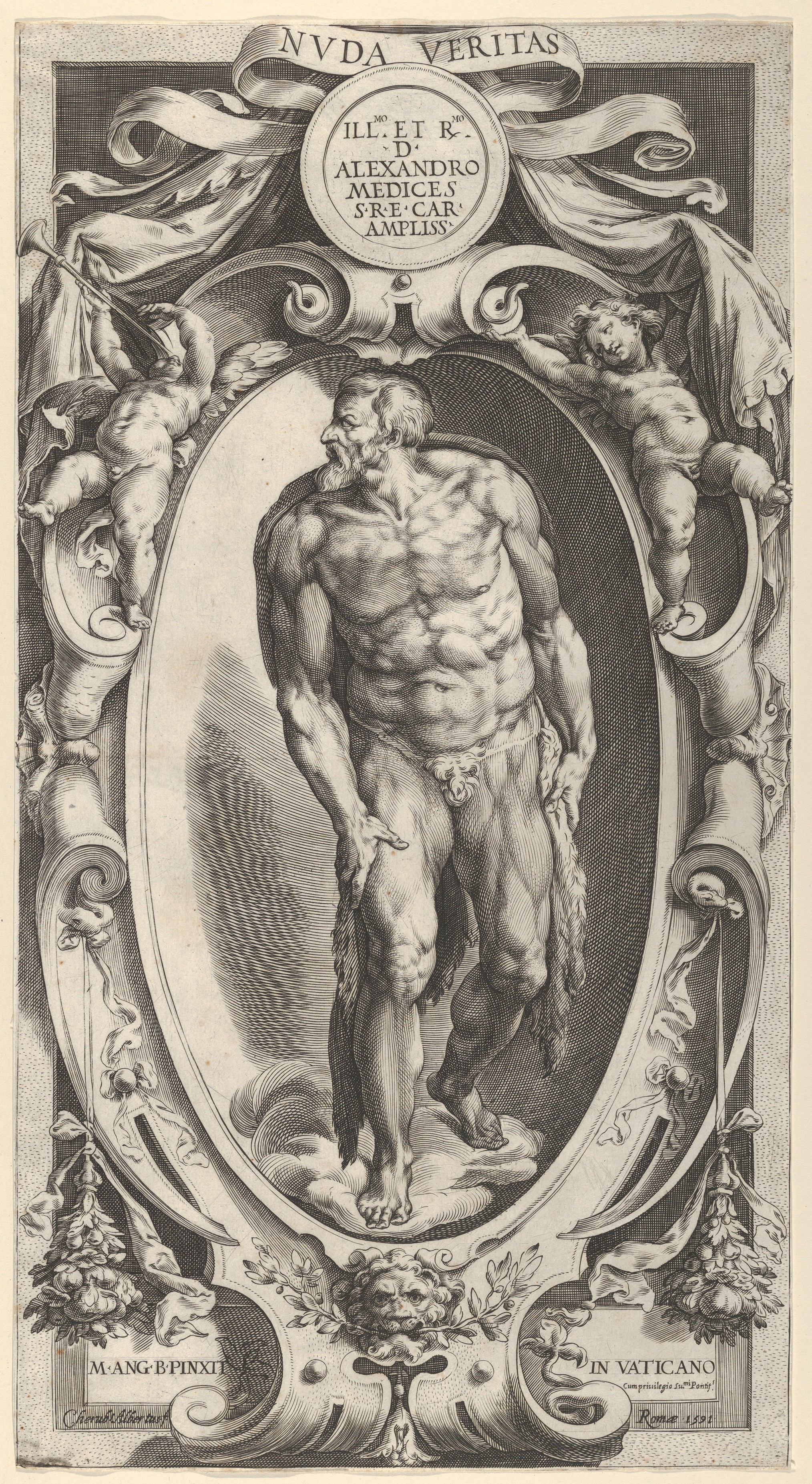
Августин Хіршфогель. «Алегорія Гола Правда», гравюра-інтерпретація за образом апостола Матвія роботи Мікеланджело.
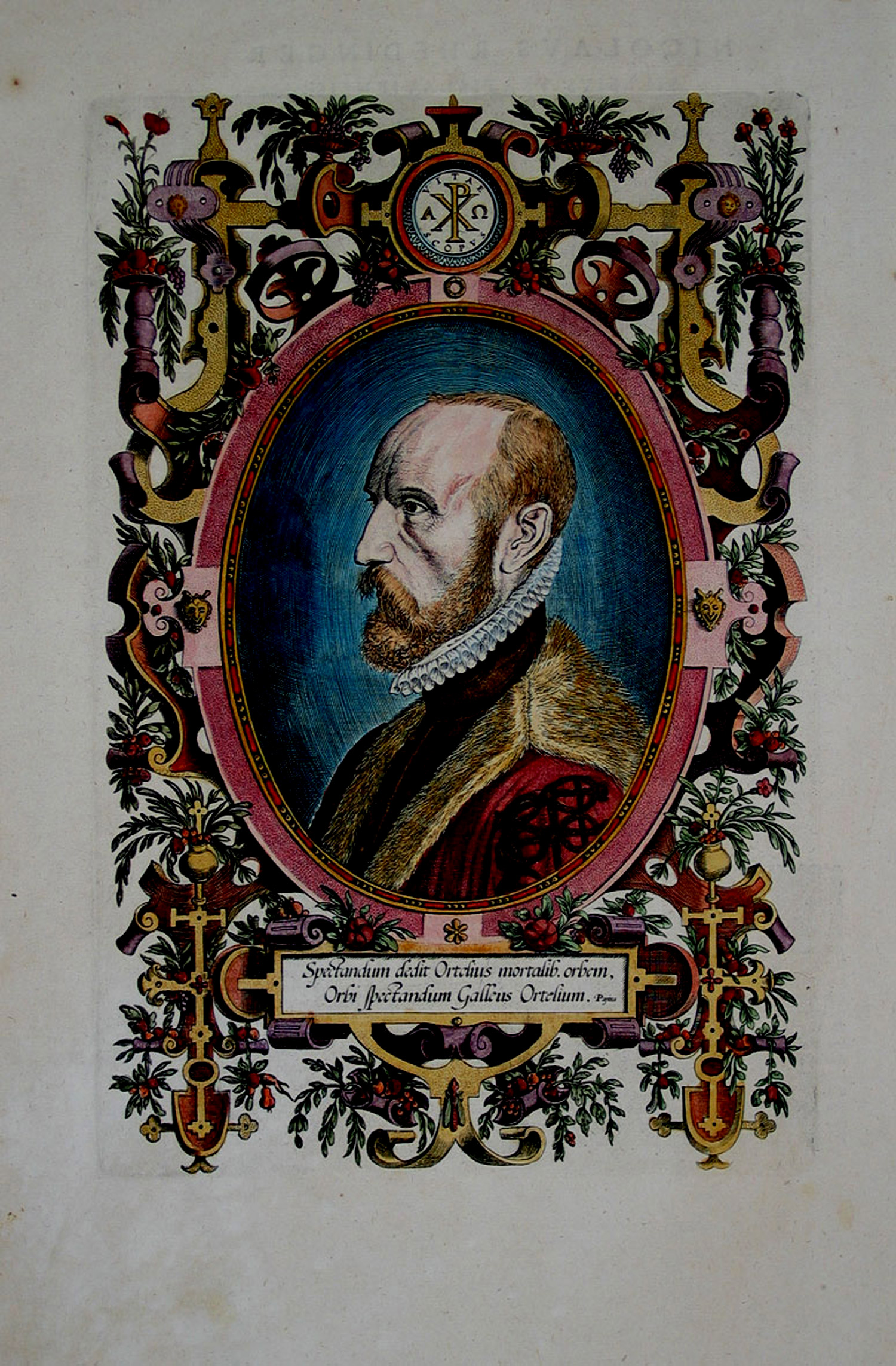
Абрагам Ортеліус, графічний портрет в орнаментальній рамі доби маньєризму, 1579 р.

## Практичне використання

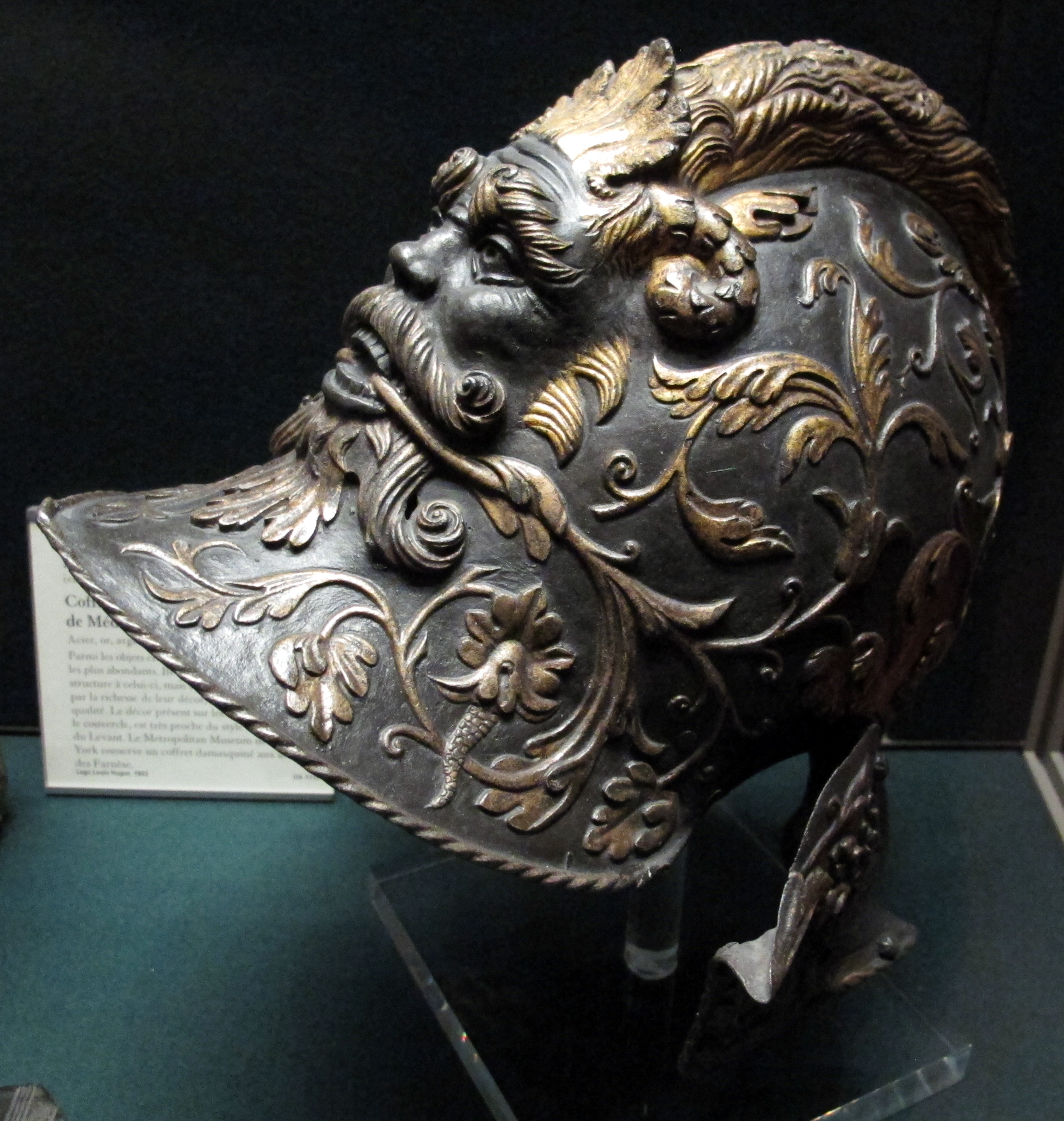
Джованні Паоло Негролі. Парадний шолом, Мілан, до 1545 р., Лувр, Париж.

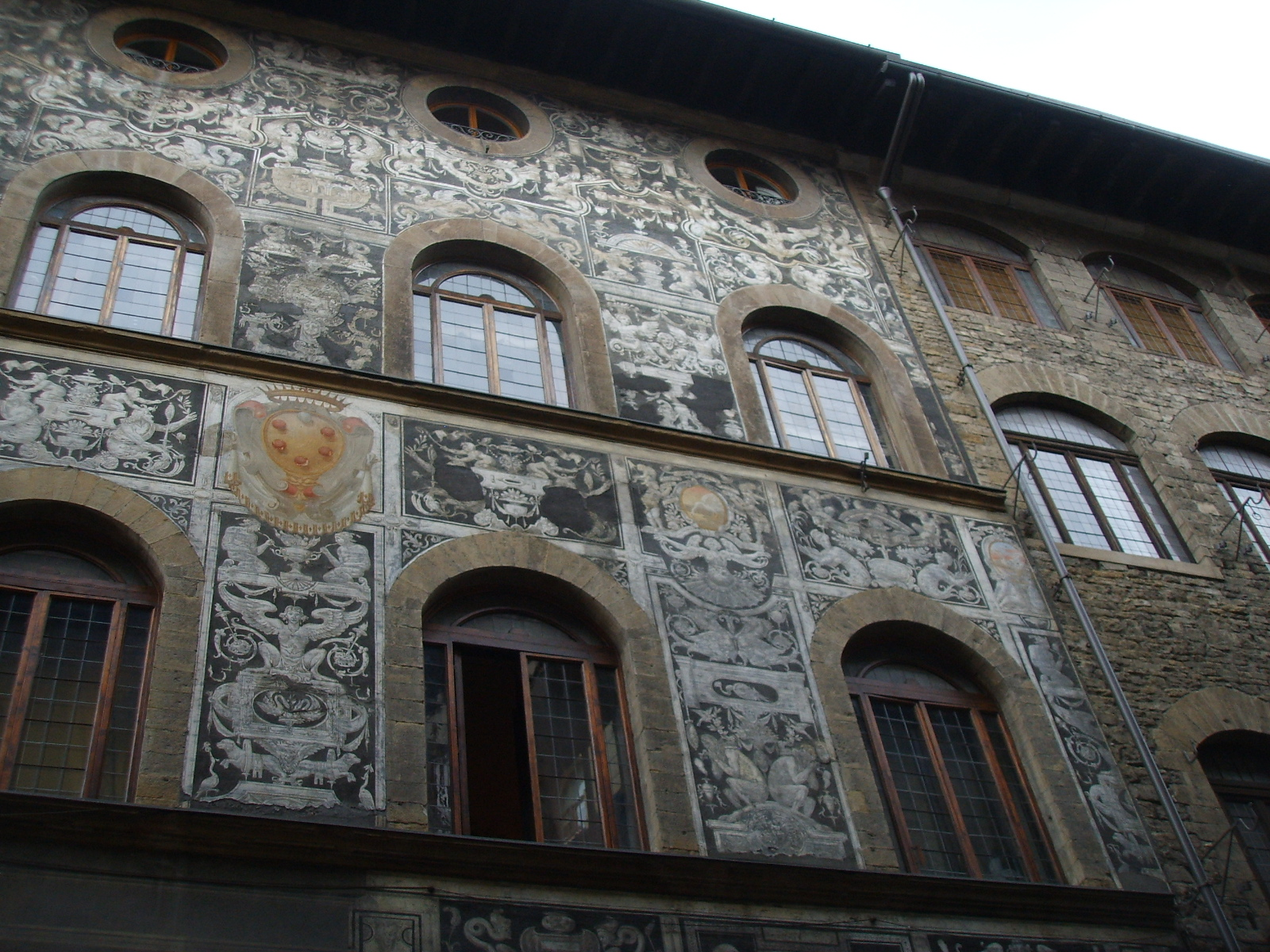
Джорджо Вазарі. Орнаментальна грізайль доби маньєризму на головному фасаді палацу Б'янки Капелло

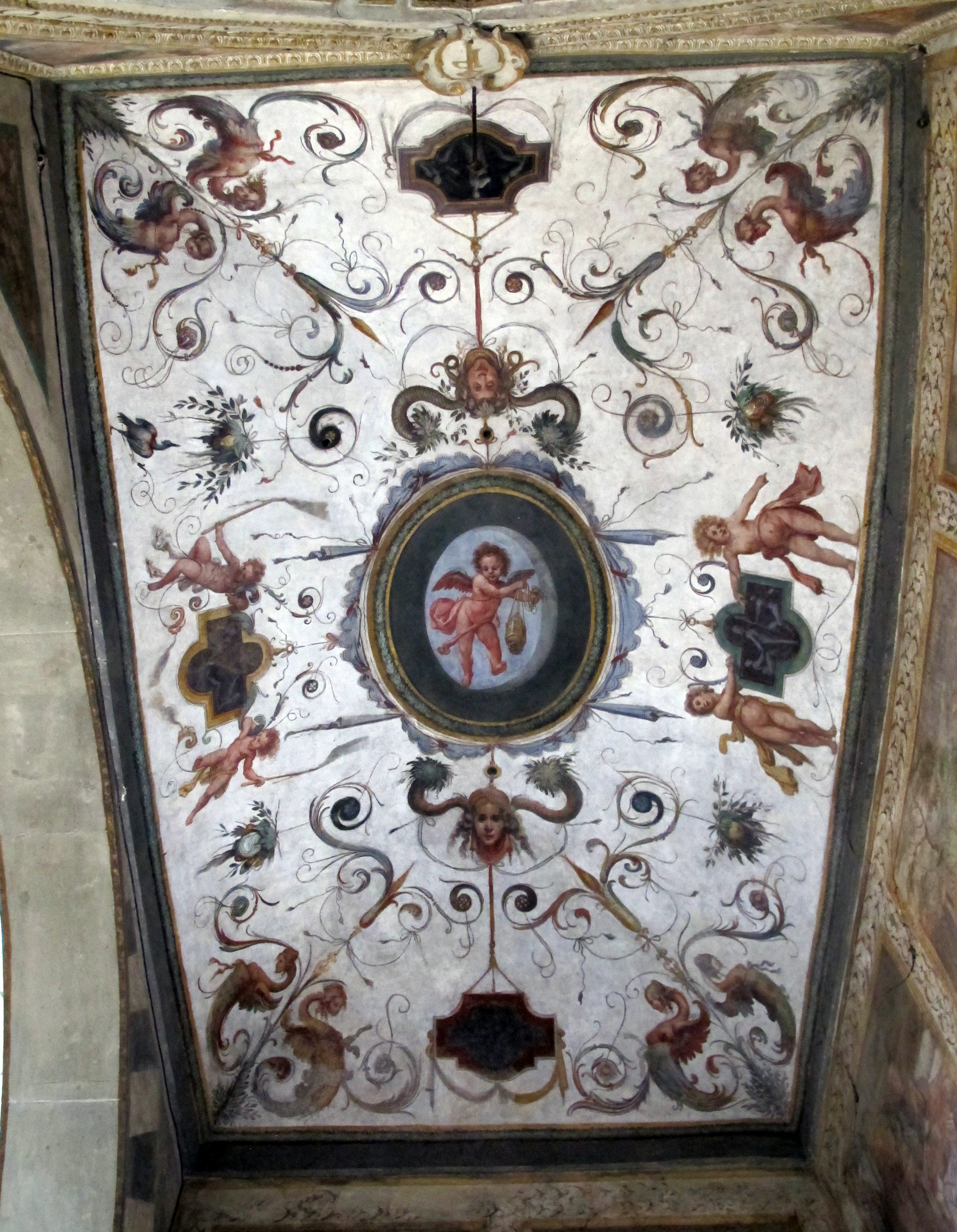
Алессандро Аллорі. Гротески, склепіння каплиці Сан Джованні Джальберто, абатство Михайла Архангела у Пассіньяно.

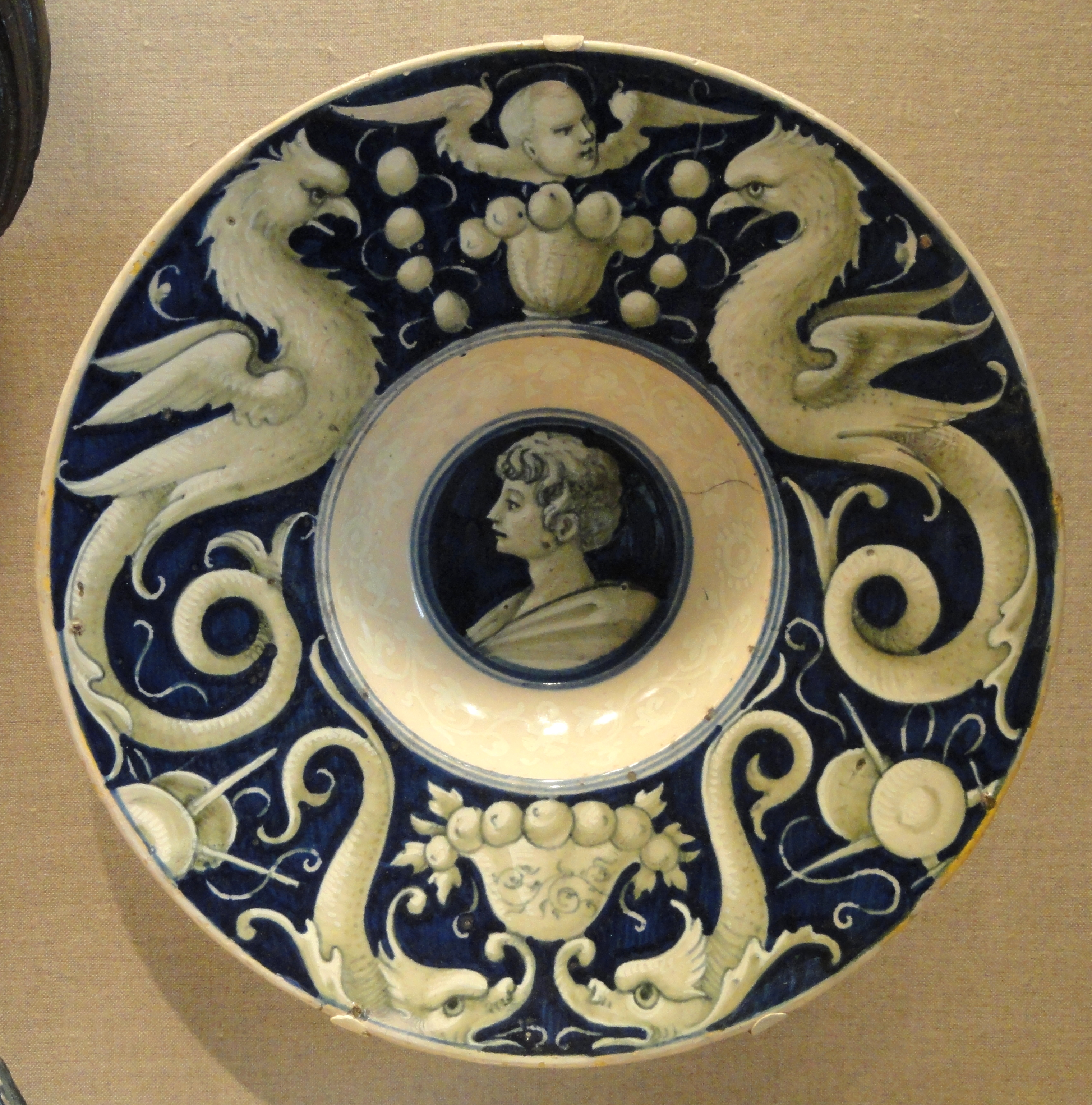
Центральна Італія, можливо Урбіно, таріль до 1530 р.
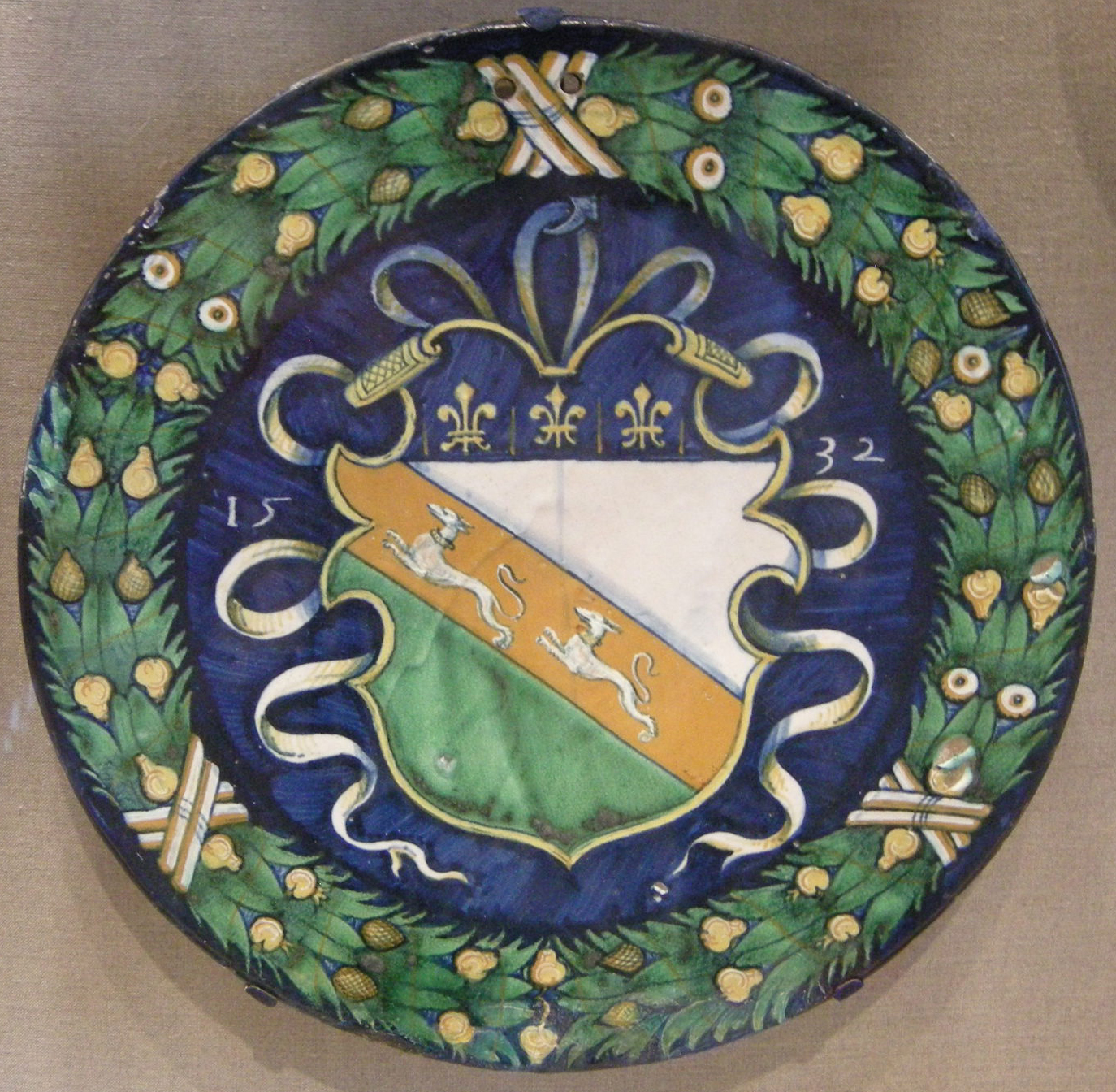
Фаєнца, таріль з гербом 1532 р.
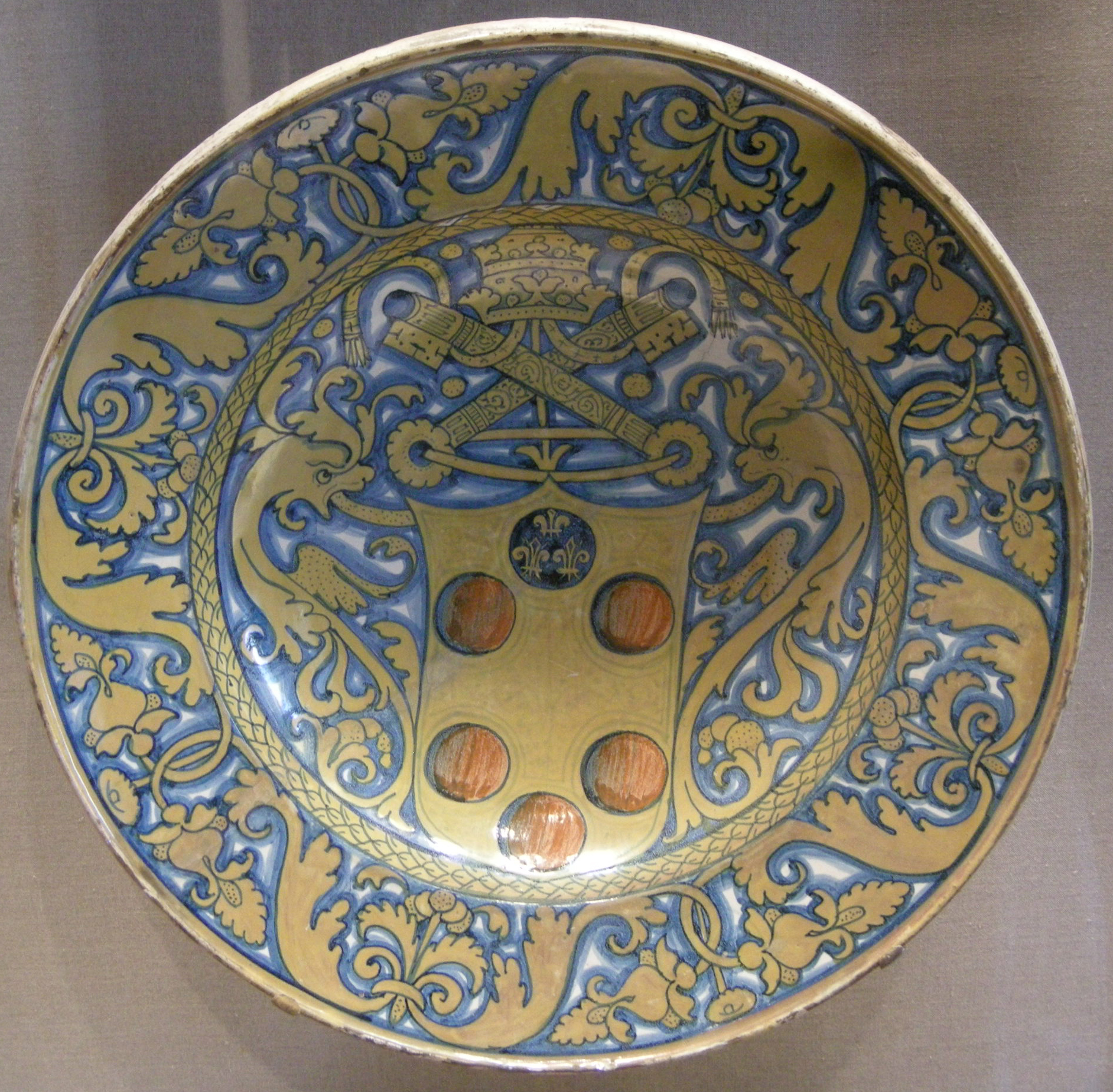
Дерута, таріль 1534 р.
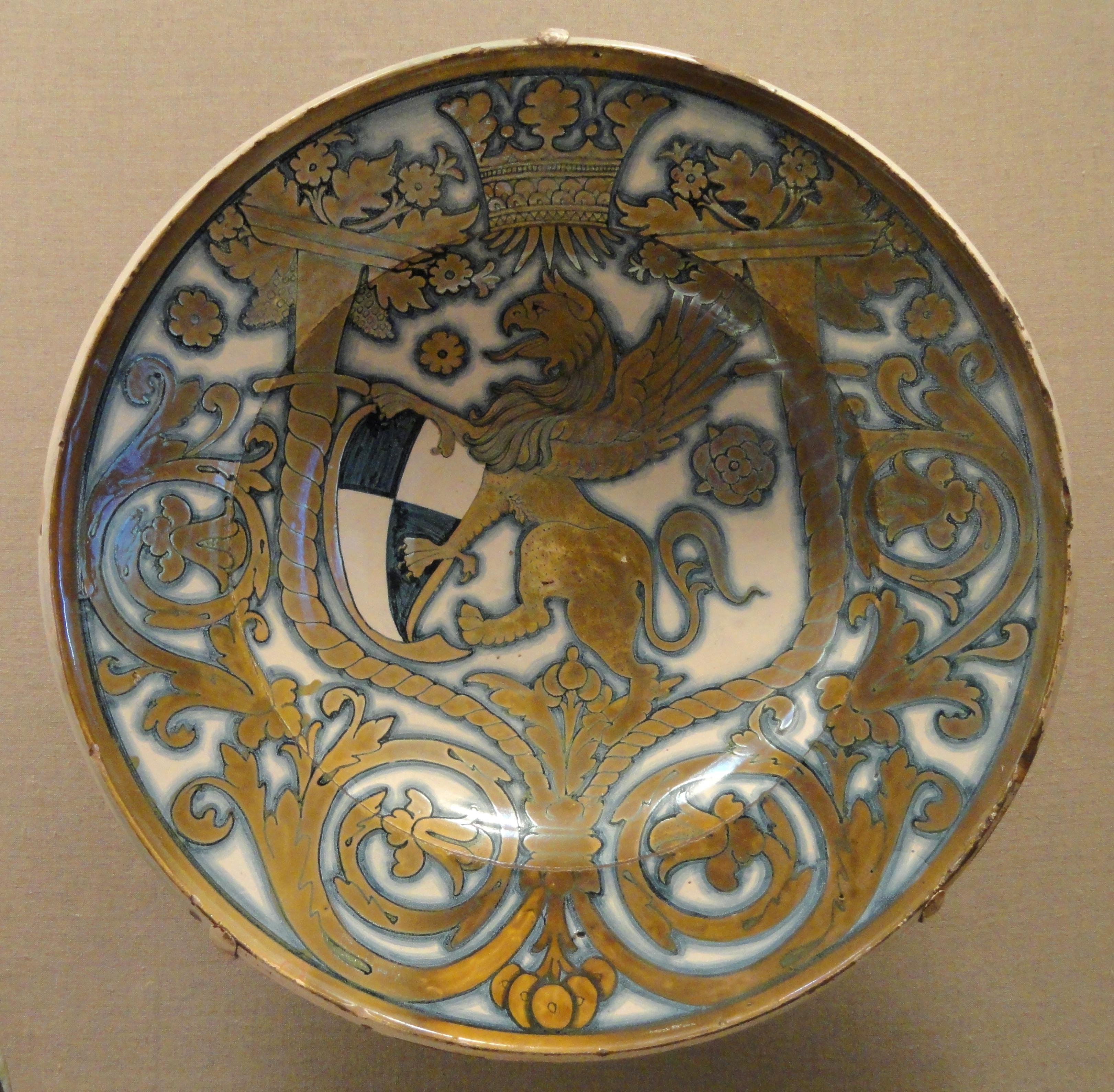
Таріль з грифоном і орнаментом, можливо Дерута, до 1525 р.
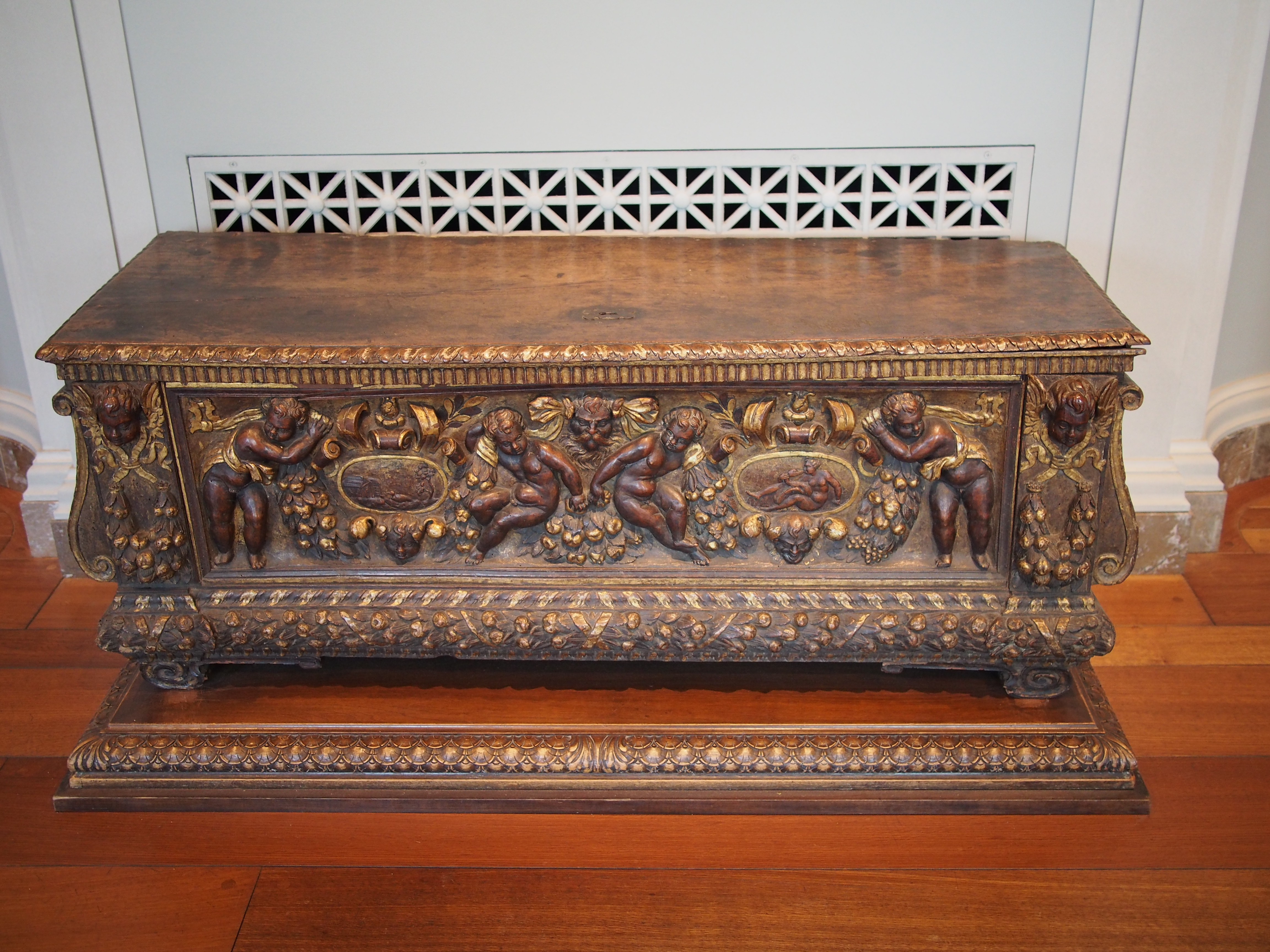
Весільна скриня зі складним орнаментом ( путті, гірлянди, херувіми, квіти, перевиті стрічками), до 1560 р.
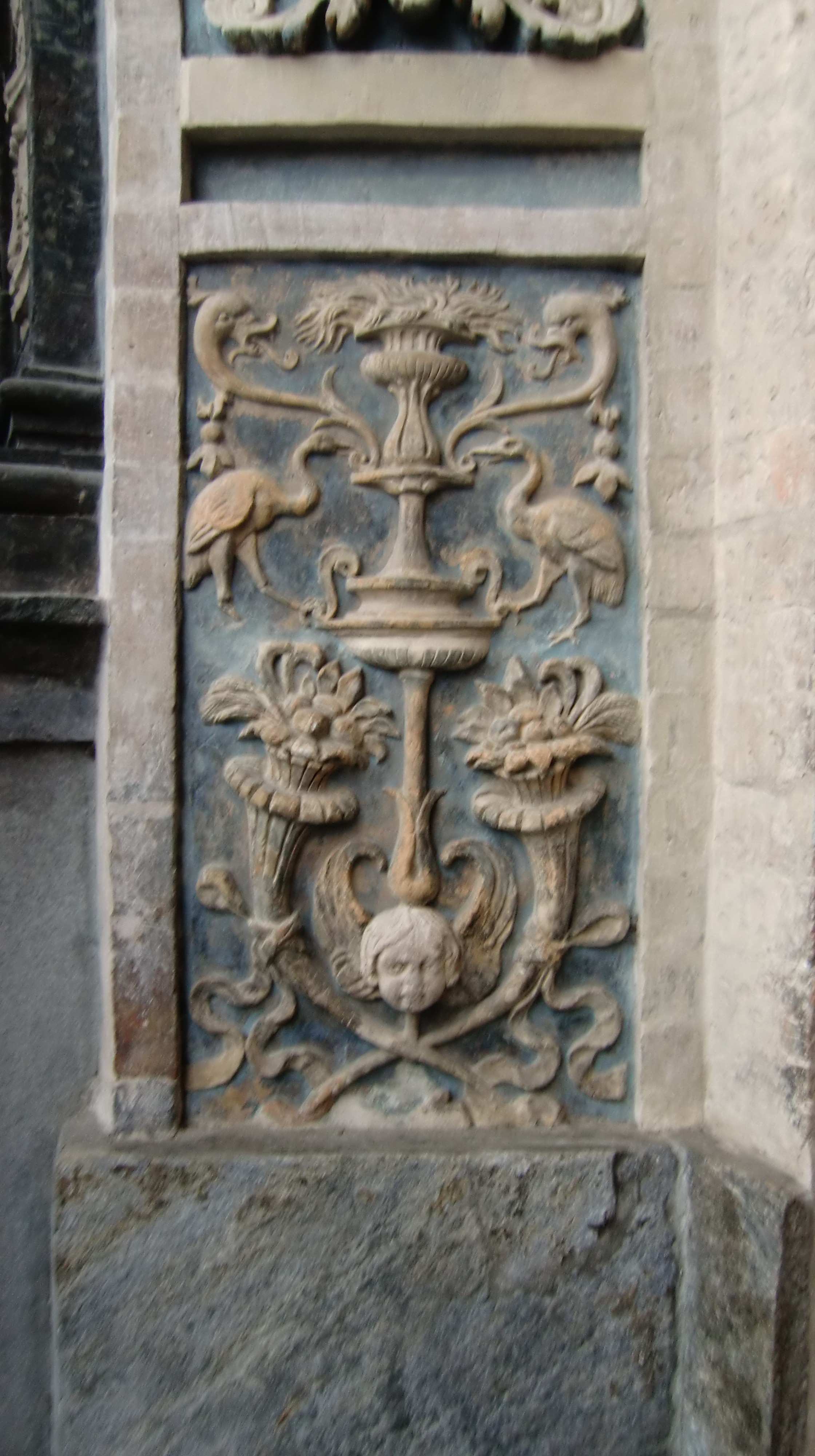
Орнамент з канделябром, Катедральний собор, Аоста
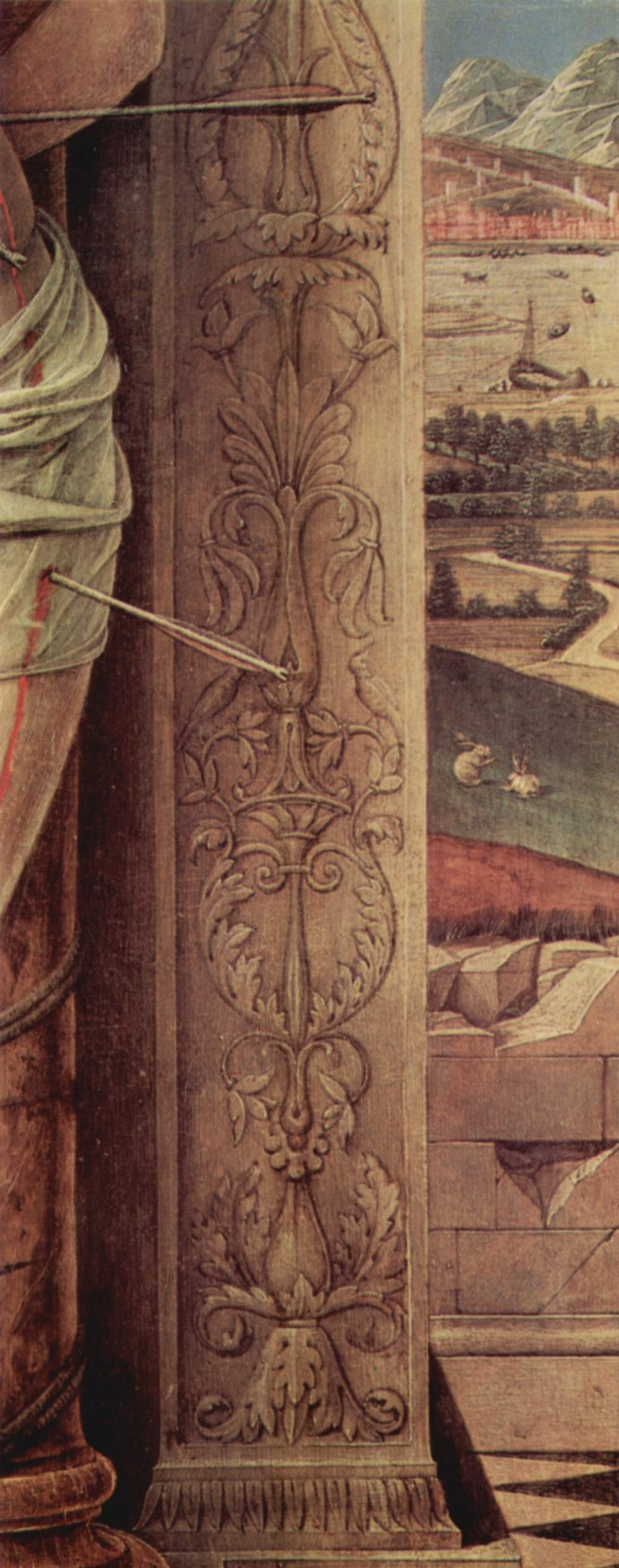
Пілястр з орнаментом-канделябром на картині А. Мантеньї «Св. Себастьян», Музей історії мистецтв, Відень.
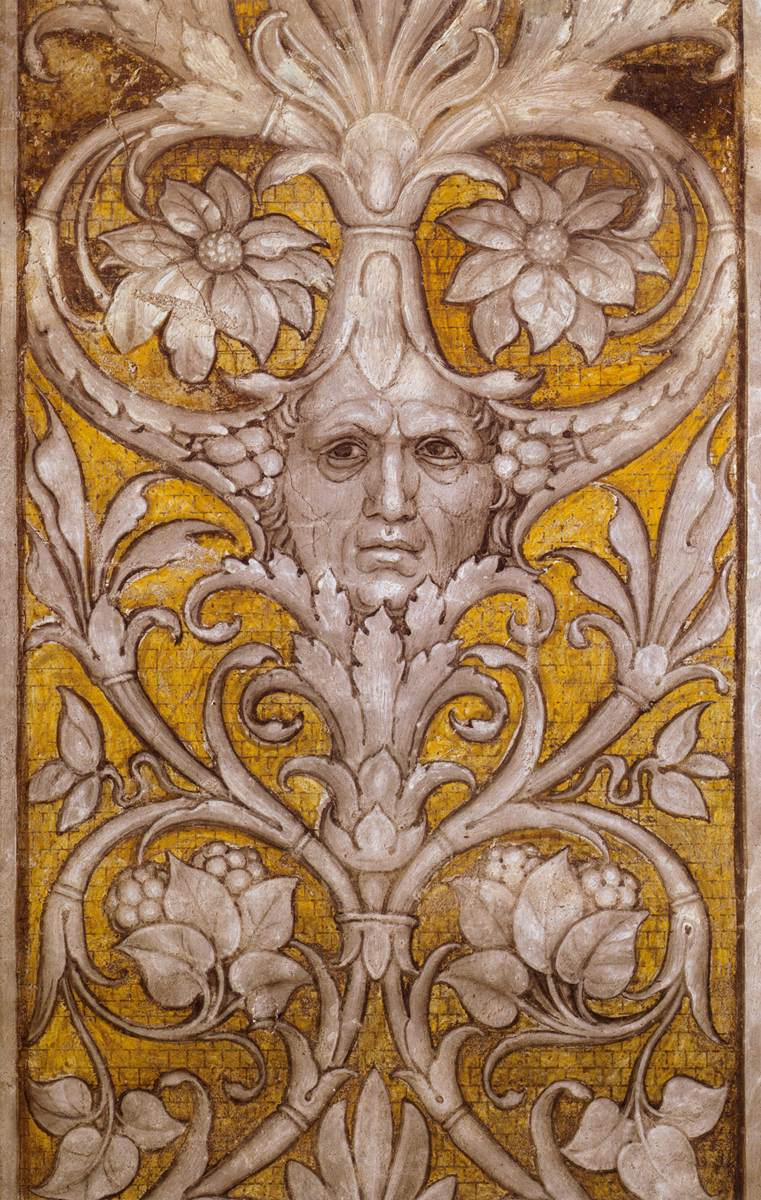
Андреа Мантенья. Зразок авторського гротеску-канделябру, до 1474 р.
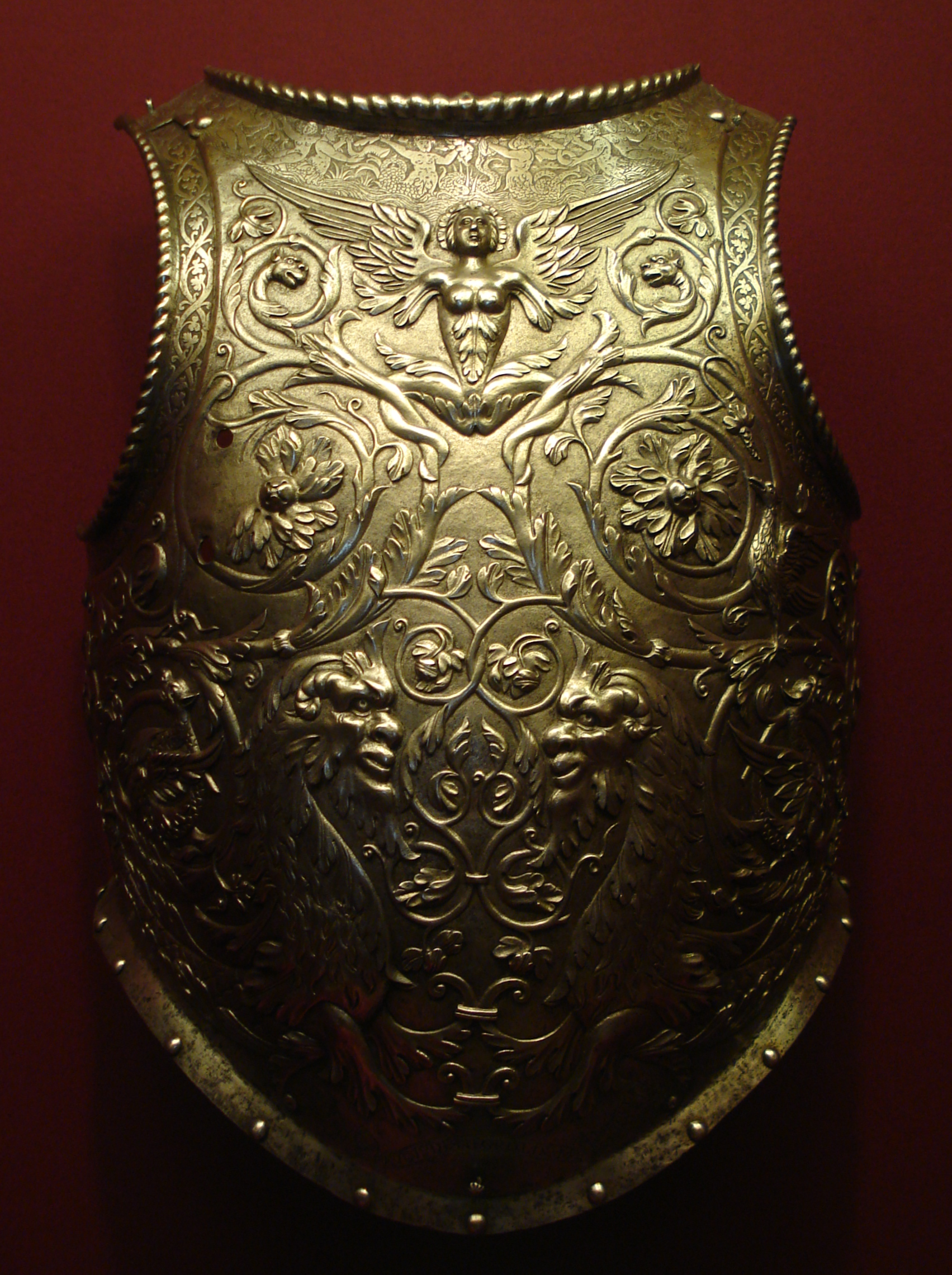
Джованні Паоло Негролі, брат відомого збояра Філіппо Негролі, Мілан. Парадні обладунки, до 1545 р., Музей мистецтва Метрополітен, Нью-Йорк.